# Ліберія на літніх Олімпійських іграх 2012
Ліберія брала участь у літніх Олімпійських іграх 2012 року в Лондоні дванадцятий раз у своїй історії, але не завоювала жодної медалі.

## Склад олімпійської збірної Ліберії

### Легка атлетика

#### Чоловіки
Десятиборство
| Спортсмен   | Дисципліна | 100 м | СД   | ШЯ    | СВ   | 400 м | 110H  | МД    | СЖ   | МС    | 1500 м  | Фінал | Місце |
| ----------- | ---------- | ----- | ---- | ----- | ---- | ----- | ----- | ----- | ---- | ----- | ------- | ----- | ----- |
| Джангі Адді | Результат  | 10.89 | 6.90 | 14.97 | 1.93 | 48.64 | 14.23 | 45.61 | 4.20 | 50.36 | 5:08.14 | 7586  | 23    |
| Джангі Адді | Очки       | 885   | 790  | 788   | 740  | 878   | 945   | 779   | 673  | 594   | 514     | 7586  | 23    |

#### Жінки
| Спортсмен        | Дисципліна        | Результат | Результат | Чвертьфінал | Чвертьфінал | Півфінал         | Півфінал         | Фінал            | Фінал            |
| Спортсмен        | Дисципліна        | Результат | Місце     | Результат   | Місце       | Результат        | Місце            | Результат        | Місце            |
| ---------------- | ----------------- | --------- | --------- | ----------- | ----------- | ---------------- | ---------------- | ---------------- | ---------------- |
| Пхобай Куту-Акої | 100 м             | BYE       | BYE       | 11.52       | 6           | Завершила виступ | Завершила виступ | Завершила виступ | Завершила виступ |
| Раасін МакІнтош  | 400 м з бар'єрами | 57.39     | 6         | Н/Д         | Н/Д         | Завершила виступ | Завершила виступ | Завершила виступ | Завершила виступ |

### Дзюдо

#### Чоловіки
| Спортсмен  | Дисципліна       | Раунд 1/32              | Раунд 1/16        | Чвертьфінали      | Півфінали         | Repechage         | Поєдинок за бронзу | Фінал             | Фінал           |
| Спортсмен  | Дисципліна       | Opposition Result       | Opposition Result | Opposition Result | Opposition Result | Opposition Result | Opposition Result  | Opposition Result | Місце           |
| ---------- | ---------------- | ----------------------- | ----------------- | ----------------- | ----------------- | ----------------- | ------------------ | ----------------- | --------------- |
| Ліва Саруе | Чоловіки − 81 кг | Аттаф (MAR) L 0000-1000 | Завершив виступ   | Завершив виступ   | Завершив виступ   | Завершив виступ   | Завершив виступ    | Завершив виступ   | Завершив виступ |